# Раман-спектроскопія
Раман-спектроскопія — вид спектроскопії, в основі якої лежить здатність досліджуваних систем (молекул) до непружнього (раманівського) розсіювання монохроматичного світла.

## Принцип роботи
Суть методу полягає в тому, що через зразок досліджуваної речовини пропускають промінь із певною довжиною хвилі, який при контакті зі зразком розсіюється. Отримані промені за допомогою лінзи збираються в один пучок і пропускаються через світлофільтр, що відділяє слабкі (0,001 % інтенсивності) раманівські промені від значно інтенсивніших (99,999 %) релеївських. «Чисті» раманівські промені підсилюються і спрямовуються на детектор, який фіксує частоту їхнього коливання.

## Історія
У 1923 році Смекал теоретично передбачив явище непружнього розсіювання. Згодом у 1928 р. Раману і Шріману вдалося довести його експериментально. Для цього було сконструйовано спеціальний спектрометр, що за допомогою телескопа фокусував сонячні промені на зразку чистої рідини. Використовуючи систему світлофільтрів, вченим вдалося відділити промені з частотою коливань відмінною від падаючих, що вказувало на існування іншого, нерелеївського, розсіювання.

## Будова раман-спектрометра
Раман-спектрометр складається з чотирьох основних компонентів:
- джерело монохроматичного випромінювання (лазера);
- система освітлення зразка і фокусування променів;
- світлофільтр;
- системи виявлення та комп'ютерного контролю;